# Tanganyika i olympiska sommarspelen 1964
Tanganyika deltog med fyra deltagare vid de olympiska sommarspelen 1964 i Tokyo.  Ingen av landets deltagare erövrade någon medalj.